# Gương Claude

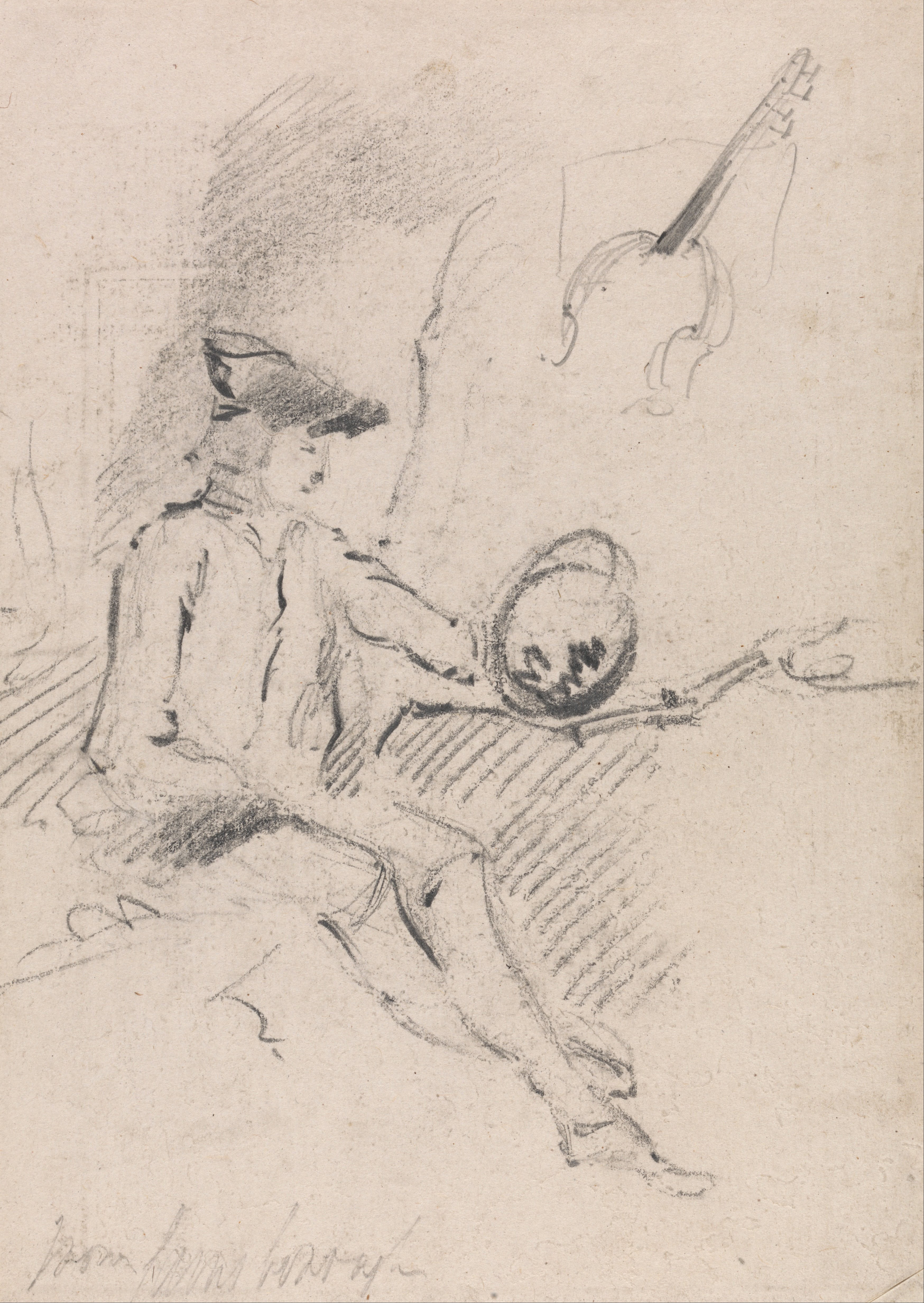
Man Holding a Claude Glass của Thomas Gainsborough

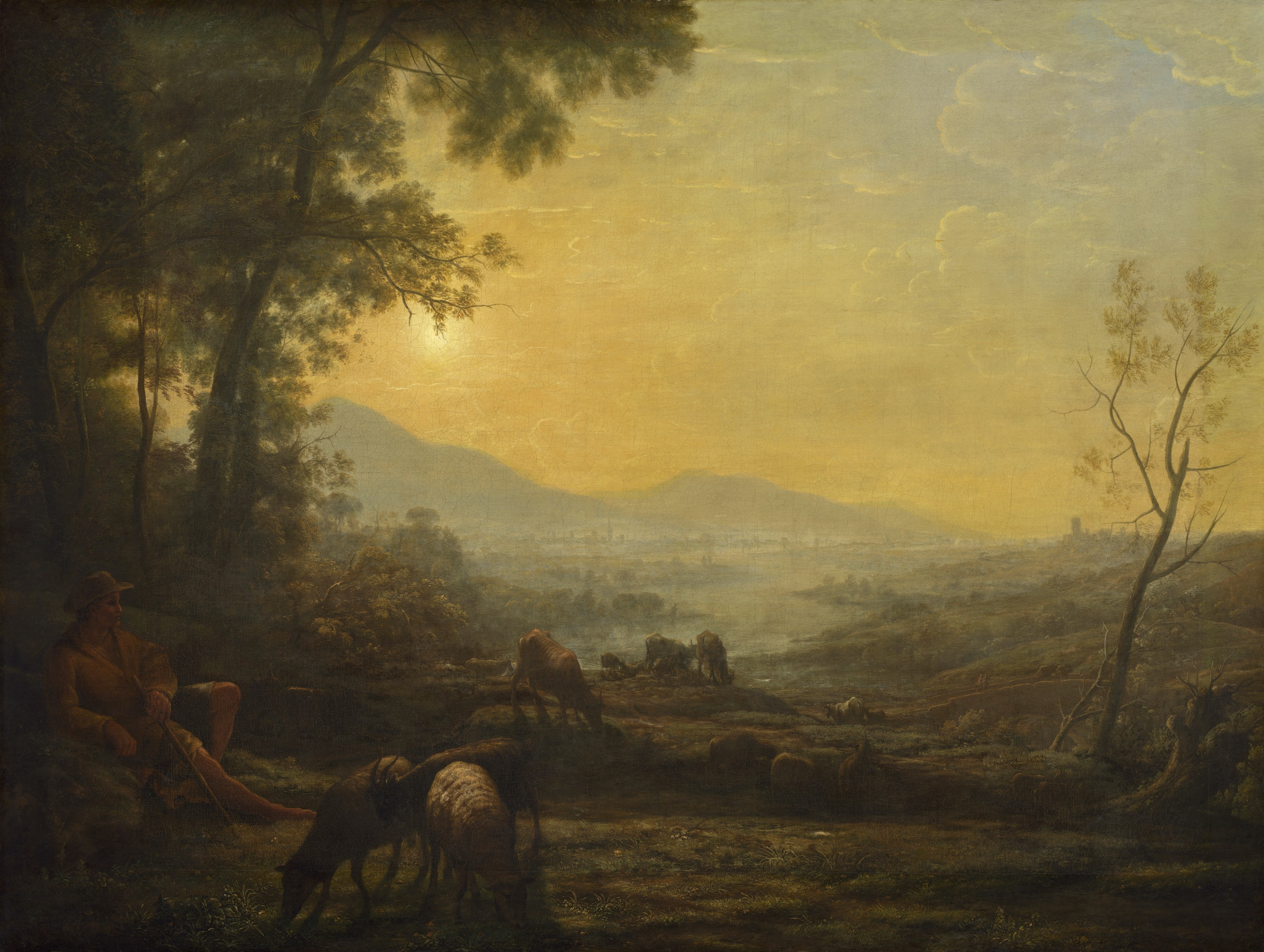
Tranh của Claude Lorrain (1655 - 60) cho thấy sự tăng cấp của giai điệu mà các nghệ sĩ hy vọng sẽ được mô phỏng với sự trợ giúp của kính Claude

Kính Claude (hoặc gương đen) là một chiếc gương nhỏ, có hình dạng hơi lồi, với bề mặt có màu sẫm. Kích thước như một cuốn sách bỏ túi hoặc vừa trong hộp đựng, kính Claude được sử dụng bởi các nghệ sĩ, khách du lịch và những người sành về tranh phong cảnh và tranh phong cảnh. Kính Claude có tác dụng trừu tượng hóa đối tượng được phản chiếu trong môi trường xung quanh, làm giảm và đơn giản hóa màu sắc và tông màu của cảnh vật và phong cảnh để cho chúng có chất lượng thích hợp với nghệ thuật.
Chúng được sử dụng nổi tiếng bởi các nghệ sĩ theo trào lưu "đẹp như tranh" ở Anh vào cuối thế kỷ 18 và đầu thế kỷ 19 như một khung để vẽ phác thảo các phong cảnh "đẹp như tranh". Người dùng sẽ quay lưng lại với khung cảnh để quan sát khung cảnh được bao gọn thông qua chiếc gương được nhuộm màu trong một loại ống kính trước khi chụp ảnh, trong đó thêm vào tính thẩm mỹ đẹp như tranh của sự tăng màu tinh tế.
Bài thơ của nhà thơ Thomas Gray Journal of his Tour in the Lake District, xuất bản năm 1775, đã phổ biến việc sử dụng gương Claude - đôi khi nó được gọi là "kính xám" ("Gray glass") trong thời gian này. Trong một chuyến đi tham quan, Gray đã rất chăm chú vào chiếc kính của mình đến nỗi ông ngã ngửa vào "một làn đường bẩn thỉu" và làm gãy các đốt ngón tay; Sau đó, ông nhận xét làm thế nào ông giữ chiếc gương mở trong tay, cho phép ông nhìn thấy "mặt trời lặn trong tất cả vinh quang".
Chịu ảnh hưởng, trong tập A Guide to the Lakes (1778), Thomas West đã giải thích "Người sử dụng nó luôn phải quay lưng lại với vật mà anh ta xem. Nó nên được treo ở phần trên của hộp chứa... giữ nó một chút ở bên phải hoặc bên trái (vì vị trí của các bộ phận cần xem) và mặt gương được chiếu từ mặt trời." Ông đề nghị mang theo hai tấm gương khác nhau: "một để quản lý sự phản chiếu của các vật thể lớn và gần và một tấm kính phẳng cho các vật thể nhỏ và xa".

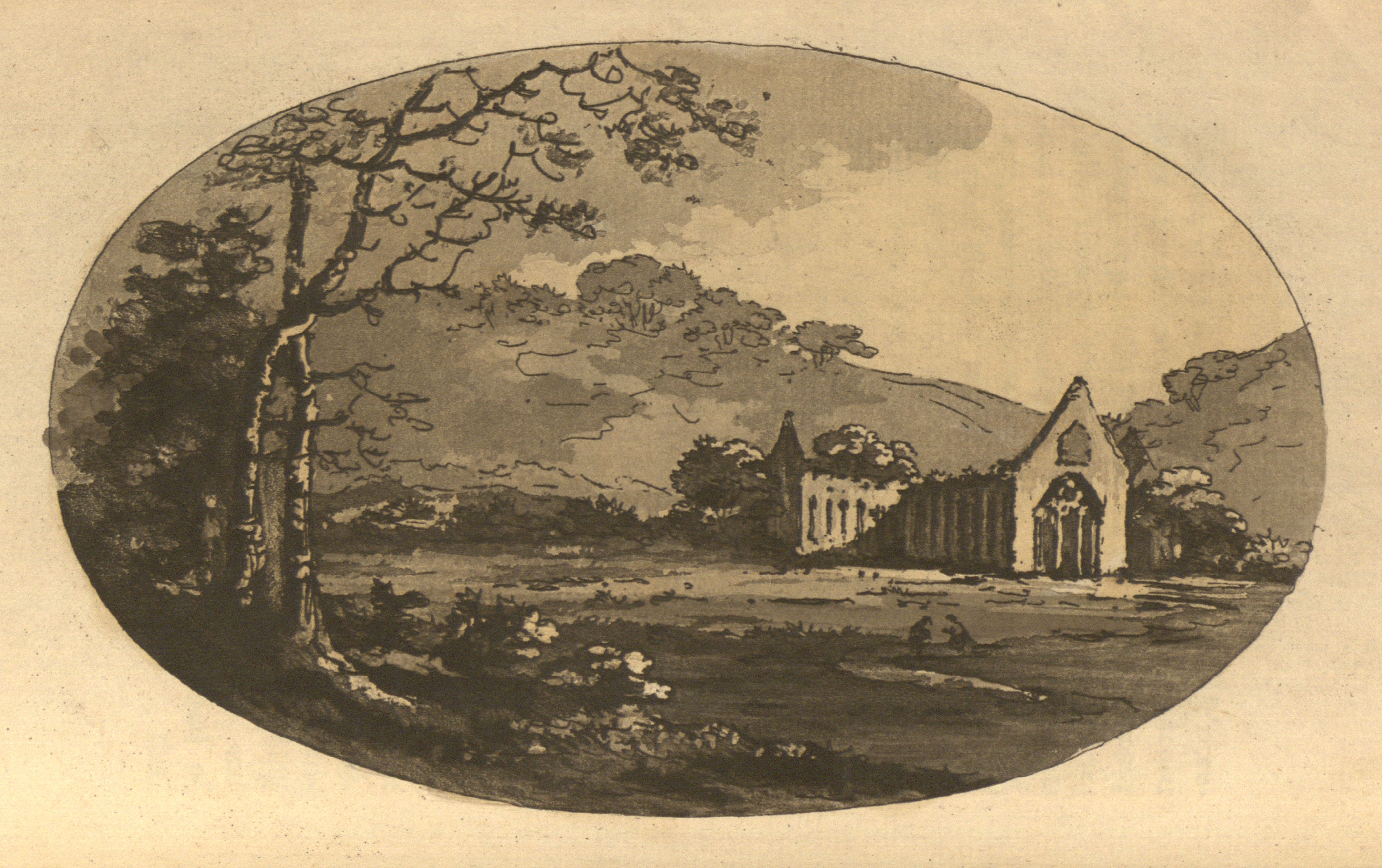
Aquatint of Tiind Abbey của William Gilpin, người thường sử dụng gương cho các bản phác thảo và tranh vẽ của mình

Kính Claude được đặt theo tên của Claude Lorrain, một họa sĩ phong cảnh thế kỷ 17, tên của nó vào cuối thế kỷ 18 đã đồng nghĩa với nét thẩm mỹ đẹp như tranh vẽ, mặc dù không có dấu hiệu nào cho thấy ông sử dụng hoặc biết về nó hoặc bất cứ điều gì tương tự. Chiếc kính Claude được cho là giúp các nghệ sĩ tạo ra các tác phẩm nghệ thuật tương tự như của Lorrain. William Gilpin, người phát minh ra lý tưởng đẹp như tranh vẽ, đã ủng hộ việc sử dụng kính Claude, "chúng cho đối tượng tự nhiên một tông màu nhẹ nhàng, êm dịu như màu của gốc". Gilpin gắn một chiếc gương trong cỗ xe của mình, từ đó ông có thể chụp "một loạt các bức tranh màu cao... liên tục lướt qua trước mắt".
Kính Claude được sử dụng rộng rãi bởi khách du lịch và các nghệ sĩ nghiệp dư, những người nhanh chóng trở thành mục tiêu của sự châm biếm. Hugh Sykes Davies (1909 - 1984) đã quan sát cách họ đưa mắt ra khỏi vật thể mà họ muốn vẽ, nhận xét: "Rất điển hình về thái độ của họ đối với thiên nhiên rằng một vị trí như vậy nên được mong muốn."
Vào thế kỷ 20, kiến trúc sư Mary Colter đã đưa kính Claude (được mệnh danh là "kính phản chiếu") trong Desert View Watchtowe của bà để sử dụng cho du khách xem Grand Canyon.